# Aleksandar Ranđelović
Aleksandar Ranđelović (hay Aleksandar Randjelović, Serbian Cyrillic: Александар Ранђеловић, Chinese 雲迪奴域; sinh ngày 9 tháng 12 năm 1987) là một tiền vệ tấn công người Serbia hiện tại thi đấu  cho câu lạc bộ tại Giải bóng đá ngoại hạng Hồng Kông Yuen Long.
Sinh ra ở Leskovac SR Serbia, trước đây anh thi đấu cho Vojvodina Novi Sad, Smederevo, FK Inon Požarevac 92, Sloga Petrovac na Mlavi, Radnički Svilajnac, Orosháza, Békéscsaba, Lombard-Pápa TFC, Sun Pegasus và Pápa.

## Danh hiệu
Yuen Long
- Hồng Kông Senior Shield: 2017–18